# International Exhibition Centre
Het International Exhibition Centre (Oekraïens: Міжнародний виставковий центр, Mizjnarodniji vistavkoviji centr), is een evenementen- en congreshal gelegen in de Oekraïense hoofdstad Kiev. Het complex bestaat uit drie hallen met een totale oppervlakte van 58.000 vierkante meter.

## Overzicht
Het International Exhibition Centre opende zijn deuren in oktober 2002, en is de grootste exhibitiehal van Oekraïne. Het complex bestaat uit drie hallen, met een totale oppervlakte van 58.000 m². Het complex deed onder meer dienst als locatie van het Eurovisiesongfestival 2017. Het ligt op wandelafstand van metrostation Livoberezjna.